# Гейнс (Арканзас)
Гейнс (англ. Haynes) — місто (англ. town) в США, в окрузі Лі штату Арканзас. Населення — 122 особи (2020).

## Географія
Гейнс розташований на висоті 67 метрів над рівнем моря за координатами 34°53′27″ пн. ш. 90°47′34″ зх. д. / 34.89083° пн. ш. 90.79278° зх. д. (34.890933, -90.792662).  За даними Бюро перепису населення США в 2010 році місто мало площу 0,90 км², уся площа — суходіл.

## Демографія
Згідно з переписом 2010 року, у місті мешкало 150 осіб у 57 домогосподарствах у складі 41 родини. Густота населення становила 166 осіб/км².  Було 71 помешкання (79/км²). 
Расовий склад населення:
| - 89,3 % — чорних або афроамериканців - 10,7 % — білих |

До двох чи більше рас належало 0,0 %. Іспаномовні складали 0,0 % від усіх жителів.
За віковим діапазоном населення розподілялося таким чином: 17,3 % — особи молодші 18 років, 62,7 % — особи у віці 18—64 років, 20,0 % — особи у віці 65 років та старші. Медіана віку мешканця становила 48,5 року. На 100 осіб жіночої статі у місті припадало 114,3 чоловіків;  на 100 жінок у віці від 18 років та старших — 110,2 чоловіків також старших 18 років.
Середній дохід на одне домашнє господарство  становив 40 551 долар США (медіана — 30 625), а середній дохід на одну сім'ю — 49 720 доларів (медіана — 40 000). За межею бідності перебувало 23,4 % осіб, у тому числі 33,3 % дітей у віці до 18 років та 8,0 % осіб у віці 65 років та старших.
Цивільне працевлаштоване населення становило 62 особи. Основні галузі зайнятості: освіта, охорона здоров'я та соціальна допомога — 37,1 %, сільське господарство, лісництво, риболовля — 16,1 %, виробництво — 12,9 %, публічна адміністрація — 11,3 %.
За даними перепису населення 2000 року в Гейнсі проживало 214 осіб, 51 сім'я, налічувалося 71 домашнє господарство і 74 житлових будинки. Середня густота населення становила близько 214 осіб на один квадратний кілометр. Расовий склад Гейнса за даними перепису розподілився таким чином: 14,95 % білих, 85,05 % — чорних або афроамериканців.
З 71 домашніх господарств в 31,0 % — виховували дітей віком до 18 років, 50,7 % представляли собою подружні пари, які спільно проживали, в 12,7 % сімей жінки проживали без чоловіків, 26,8 % не мали сімей. 23,9 % від загального числа сімей на момент перепису жили самостійно, при цьому 14,1 % склали самотні літні люди у віці 65 років та старше. Середній розмір домашнього господарства склав 3,01 особи, а середній розмір родини — 3,60 особи.
Населення містечка за віковою діапазону по даними переписом 2000 року розподілилося таким чином: 36,4 % — жителі молодше 18 років, 4,7 % — між 18 і 24 роками, 21,5 % — від 25 до 44 років, 22,4 % — від 45 до 64 років і 15,0 % — у віці 65 років та старше. Середній вік мешканця склав 36 років. На кожні 100 жінок в Гейнсі припадало 89,4 чоловіків, у віці від 18 років та старше — 97,1 чоловіків також старше 18 років.
Середній дохід на одне домашнє господарство в містечкі склав 19 583 долара США, а середній дохід на одну сім'ю — 21 250 доларів. При цьому чоловіки мали середній дохід в 22 188 доларів США на рік проти 20 000 доларів середньорічного доходу у жінок. Дохід на душу населення в містечкі склав 8057 доларів на рік. 30,0 % від усього числа сімей в населеному пункті і 42,1 % від усієї чисельності населення перебувало на момент перепису населення за межею бідності, при це 54,4 % з них були молодші 18 років і 50,0 % — у віці 65 років та старше.